# Стрончкув
Стрончкув (пол. Strączków) — село в Польщі, у гміні Самбожець Сандомирського повіту Свентокшиського воєводства.
Населення — 179 осіб (2011).
У 1975-1998 роках село належало до Тарнобжезького воєводства.

## Демографія
Демографічна структура на день 31 березня 2011 року:
|          | Загалом | Допрацездатний вік | Працездатний вік | Постпрацездатний вік |
| -------- | ------- | ------------------ | ---------------- | -------------------- |
| Чоловіки | 87      | 14                 | 60               | 13                   |
| Жінки    | 92      | 16                 | 51               | 25                   |
| Разом    | 179     | 30                 | 111              | 38                   |